# VII edició dels Premis Sur
La VII edició dels Premis Sur, entregats per l'Academia de las Artes y Ciencias Cinematográficas de la Argentina a les millors produccions cinematogràfiques argentines estrenades en el 2012, es va dur a terme el 4 de desembre de 2012 al Centro Cultural General San Martín conduïda per Ronnie Arias.

## Guanyadors i nominats
Les produccions més nominades van ser Infancia clandestina amb 16, El último Elvis amb 13 i Elefante blanco amb 11. Infancia clandestina va obtenir 10 premis i El último Elvis en va guanyar sis.

### Guanyadors
Els guanyadors apareixen primers i destacats amb negreta.
| Millor pel·lícula | Millor opera prima |
| --- | --- |
| - - Infancia clandestina – Benjamín Ávila - El último Elvis – Armando Bó Jr - Elefante blanco – Pablo Trapero - Las acacias – Pablo Giorgelli | - - Las acacias – Pablo Giorgelli - El último Elvis – Armando Bó Jr - Medianeras – Gustavo Taretto - Todos tenemos un plan – Ana Piterbag                                                   |
| Millor documental | Millor direcció |
| - - Tierra sublevada 2: oro negro – Fernando Pino Solanas - Novias - Madrinas - 15 años – Diego Levy i Pablo Levy - Papirosen – Gastón Solnicki - Parapolicial negro – Javier Diment - Tata Cedrón: el regreso de Juancito Caminador – Fernando Pérez                                              | - - Benjamín Avila – Infancia clandestina - Armando Bó Jr – El último Elvis - Pablo Giorgelli – Las acacias - Pablo Trapero – Elefante blanco                                               |
| Millor actriu protagònica | Millor actor protagònic |
| - - Natalia Oreiro – Infancia clandestina - Julieta Díaz – Dos más dos - Carla Peterson – Dos más dos - Dolores Fonzi – El campo | - - Ernesto Alterio – Infancia clandestina - Ricardo Darín – Elefante blanco - Germán De Silva – Las acacias - Adrián Suar – Dos más dos                                                    |
| Millor actriu de repartiment | Millor actor de repartiment |
| - - Cristina Banegas – Infancia clandestina - Sofía Gala – Todos tenemos un plan - Griselda Siciliani – El último Elvis | - - César Troncoso – Infancia clandestina - Alfredo Casero – Dos más dos - Daniel Fanego – Todos tenemos un plan - Juan Minujín – Dos más dos - Fernán Mirás – Días de vinilo               |
| Millor actriu revelació | Millor actor revelació |
| - - Hebe Duarte – Las acacias - María Canale – Abrir puertas y ventanas - Hebe Duarte – Las acacias - Violeta Palukas – Infancia clandestina - Elena Roger – Un amor | - - John Mc Inerny – El último Elvis - Jorge Drexler – La suerte en tus manos - Teo Gutiérrez Moreno – Infancia clandestina - Germán De Silva – Las acacias                                 |
| Millor guió original | Millor guió adaptat |
| - - Benjamín Ávila i Marcelo Müller – Infancia clandestina - Alejandro Fadel, Martín Mauregui, Pablo Trapero i Santiago Mitre – Elefante blanco - Armando Bó Jr i Nicolás Giacobone – El último Elvis - Salvador Roselli i Pablo Giorgelli – Las acacias - Juan Vera i Daniel Cúparo – Dos más dos | - - Paula Hernández i Leonel D'agostino – Un amor - Alejandro Chomski – Dormir al sol |
| Millor fotografia | Millor muntatge |
| - - Javier Juliá – El último Elvis - Lucio Bonelli – Todos tenemos un plan - Iván Gieransichuk – Infancia clandestina - Guillermo Nieto – Elefante blanco | - - Gustavo Giani – Infancia clandestina - María Astrauskas – Las acacias - Patricio Pena – El último Elvis - Nacho Ruiz Capillas, Andrés Pepe Estrada i Pablo Trapero – Elefante blanco    |
| Millor direcció d’art | Millor disseny de vestuari |
| - - Daniel Gimelberg – El último Elvis - Mercedes Alfonsín – Dos más dos - Fernando Brum – Elefante blanco - Yamila Fontán – Infancia clandestina | - - Ludmila Fincic – Infancia clandestina - Pamela Chamorro – Violeta se fue a los cielos - Luciana Marti i Manuela Marti – El último Elvis - Marisa Urruti – Elefante blanco               |
| Millor música original | Millor so |
| - - Sebastián Escofet – El último Elvis - Michael Nyman – Elefante blanco - Pedro Onetto i Marta Roca – Infancia clandestina - Iván Wyszogrod – Dos más dos | - - Martín Porta – El último Elvis - Federico Esquerro, Leandro De Loredo i Vicente D˜Elía – Elefante blanco - Martín Litmanovich – Las acacias - Fernando Soldevila – Infancia clandestina |
| Millor pel·lícula estrangera | |
| - - Hugo – Martin Scorsese – - A Roma amb amor – Woody Allen – , - Nader i Simin, una separació – Asghar Farhadi – - The Descendants – Alexander Payne – | |